# Tlaxcalteca

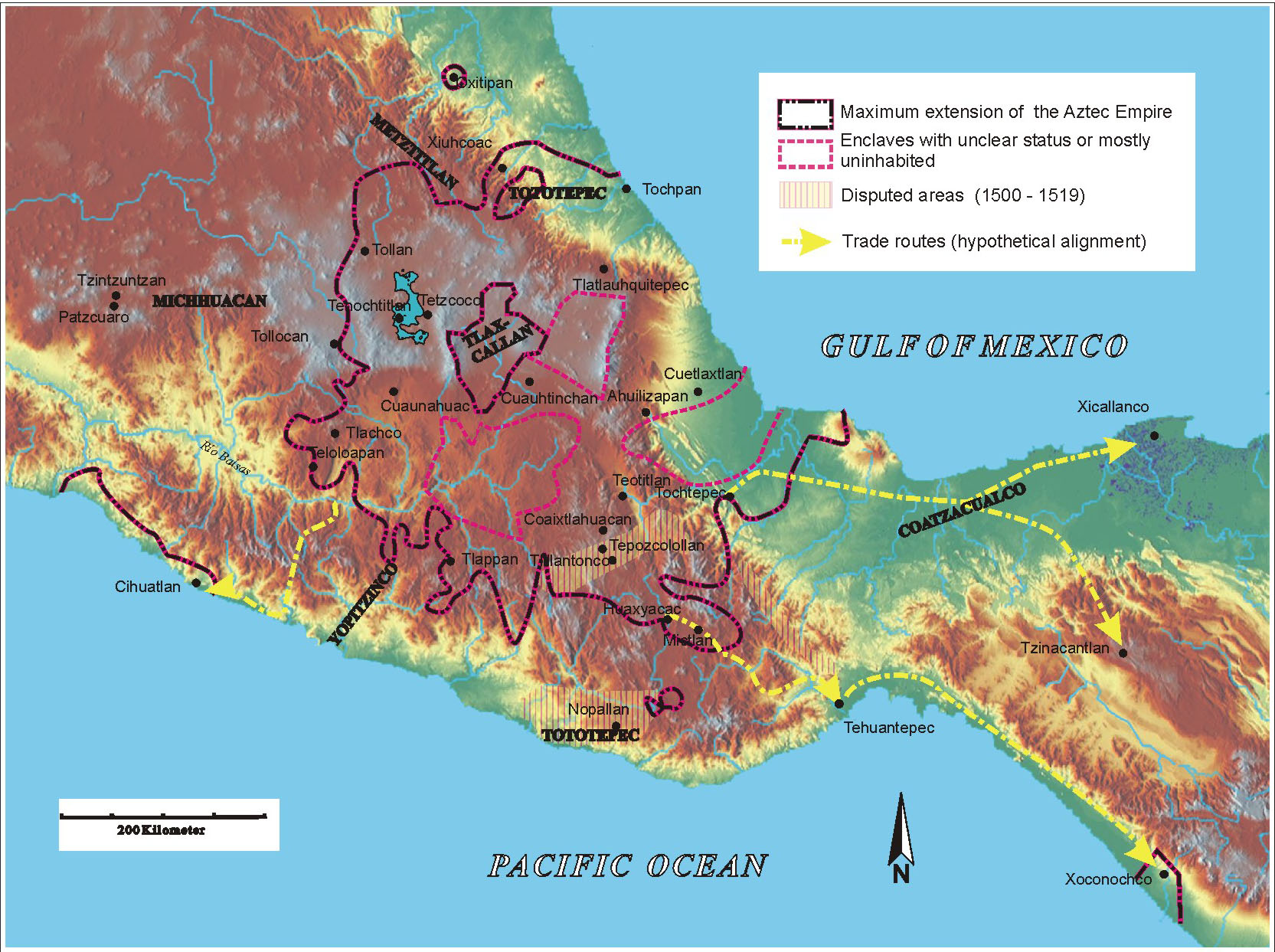
L'impero azteca e al centro il Tlaxcallan, il territorio tlaxcalteca

I Tlaxcalteca, anche noti come Tlascaltechi o Tlaxcaltechi, sono un popolo indigeno appartenente al gruppo etnico dei nahua. Popolavano un territorio dell'altopiano centrale messicano, che corrisponde all'odierno stato messicano di Tlaxcala.

## Storia preispanica
Originariamente erano un insieme di tre diversi gruppi etnici di lingua nahuatl, otomí e pinome, ma il gruppo di lingua nahuatl finì per avere il predominio sugli altri. La loro organizzazione di tipo feudale vide la fioritura, durante il XIV e il XV secolo, di un'importante signoria (Tlaxcallan) formata dall'unione di 21 piccole città-stato.
Furono uno dei pochi popoli che la Triplice Alleanza azteca non riuscì mai a sottomettere. Ottenuta la concessione di mantenere la propria indipendenza, i tlaxcalteca potevano quindi partecipare anch'essi alle xochiyaoyatl (le guerre fiorite) azteche, volte soprattutto al fine di catturare prigionieri da poter usare come vittime sacrificali.

## Storia coloniale spagnola
All'arrivo di Hernán Cortés si allearono agli spagnoli per poter sconfiggere gli aztechi, apportando un contingente militare che fu essenziale nella conquista di Tenochtitlán, la capitale dell'impero. Furono i principali alleati dei conquistadores e li accompagnarono nella maggior parte delle campagne militari di conquista e di colonizzazione.
Furono lo strumento per la costituzione di numerosi insediamenti nel nord del Messico (incluse certe aree che oggigiorno fanno parte del Texas), dove la sottomissione delle tribù locali da parte degli spagnoli si era dimostrata infruttuosa.
I tlaxcalteca furono condotti in aree popolate dalle bellicose tribù nomadi dei chichimeca quale esempio sedentario di sudditi della Corona spagnola, e per lavorare nelle miniere e nelle tenute. Tali insediamenti sorsero nelle aree dei moderni stati di San Luis Potosí, Zacatecas, Durango, Coahuila, Nuevo León (Nueva Tlaxcala de Nuestra Señora de Guadalupe de Horcasistas, oggi conosciuta come Guadalupe e Santiago de las Sabinas, che si chiama oggi Sabinas Hidalgo) e di Jalisco (Villa de Nueva Tlaxcala de Quiahuistlán, nota oggi come Colotlán).
L'alleanza con gli spagnoli nella conquista dell'impero azteco fruttò ai tlaxcalteca, a differenza di altri popoli indigeni, il godimento di alcuni privilegi, incluso il diritto di portare armi da fuoco, montare cavalli, vantare titoli nobiliari e governare i loro territori in modo autonomo.

## I Tlaxcaltechi nei media
I Tlaxcaltechi appaiono come fazione giocabile nella campagna americana dell'espansione Kingdoms del videogioco strategico a turni Medieval II: Total War.